# Militärische Einrichtungen in Wien
Besonders zu Zeiten der Habsburgermonarchie verfügte Wien als Hauptstadt eines großen Reichs über zahlreiche militärische Einrichtungen, die der Verwaltung und dem Dienstbetrieb des Heeres dienten. Zahlreiche heute zivil genutzte Gebäude und Institutionen besitzen eine militärische Vorgeschichte.

## Arsenal
Die Errichtung des Arsenals, ursprünglich k.k. Artillerie-Arsenal, war eine Folge der Revolution des Jahres 1848.
- Heeresgeschichtliches Museum

## Kaiserliches Arsenal
Im 16. Jahrhundert verstand man in Wien unter dem Begriff „Kaiserliches Arsenal“ hauptsächlich Werften, die Kriegsschiffe für die Donau herstellten.
- ältestes Kaiserliches Arsenal
- 2. Kaiserliches Arsenal
- 3. Kaiserliches Arsenal

## Kaiserliche Zeughäuser
- Das Kaiserliche Zeughaus, auch „Oberes Arsenal“ genannt, befand ich im 1. Wiener Gemeindebezirk in der Renngasse und diente von 1587 bis 1848 als Depot für die kaiserliche Waffensammlung (heute Hofjagd- und Rüstkammer, Kunsthistorisches Museum, Neue Burg).
- Das Kaiserliche Zeughaus, auch „Unteres Arsenal“ genannt, befand sich im 1. Wiener Gemeindebezirk an der Seilerstätte 22 und diente von 1677 bis 1869 dem Gießen großer Geschütze und als Kaserne.

## Bürgerliches Zeughaus
Das Bürgerliche Zeughaus befindet sich im 1. Wiener Gemeindebezirk auf dem Platz Am Hof Nummer 10. Heute beherbergt es die Zentrale der Wiener Berufsfeuerwehr, der ältesten der Welt.

## Wiener Stadtmauern
- Burgmauer

Zwischen dem 11. Jahrhundert bis etwa 1200 diente die entsprechend adaptierte und weitgehend erhalten gebliebene römische Lagermauer als Stadtmauer. Der künstlich geschaffene Graben verlief im Bereich Graben und Naglergasse. Ansonsten schützten natürliche Gewässer die Burgmauer.
- Ringmauer

Ungefähr zwischen 1200 und Ende des 16. Jahrhunderts beziehungsweise Anfang des 17. Jahrhunderts schützte die mit dem Lösegeld für den englischen König Richard Löwenherz bezahlte Ringmauer gemeinsam mit dem Stadtgraben die erweiterte Stadt. Nach ihrer Fertigstellung wurde die Burgmauer aufgelassen.
- Festungsmauer

Nach der Ersten Türkenbelagerung wurde zwischen 1531 und 1672 die Ringmauer durch einen Befestigungsgürtel mit Basteien, Kurtinen, Ravelins und dem Stadtgraben (mit Ausnahme des Abschnitts entlang dem heutigen Donaukanal) ersetzt.
Vor dem Abzug der Franzosen 1809 wurden Teile der Stadtmauer gesprengt. Zwischen 1817 und 1824 wurde die Festungsmauer zwischen Löwel- und Augustinerbastei bis zur heutigen Wiener Ringstraße vorverlegt. 1854 bis 1857 wurden die Biber- und die Dominikanerbastei abgebrochen, um Platz zu schaffen für die Kaiser-Franz-Joseph-Kaserne. 1817 wurde auch der Charakter Wiens als Festung von Kaiser Franz I. aufgehoben und die meisten Basteien zur Promenade freigegeben. Am 20. Dezember 1857 ordnete Kaiser Franz Joseph I. den Abbruch der Befestigungen und die Verbauung des Glacis an.
- Stadtgraben

Der Stadtgraben umgab die gesamte Stadt mit Ausnahme des am heutigen Donaukanal gelegenen Teils. Geflutet werden konnte er vom Donaukanal aus, vom Ottakringer Bach und vom Wienfluss. In Friedenszeiten wurde er als Weideplatz für das Vieh genutzt. 1452 beherbergte er für Ladislaus Postumus einen Tiergarten, der nach dessen Tod aber wieder aufgelassen wurde. Ab 1530 wurde er zur Fischzucht benutzt, bis er 1637 wieder trockengelegt wurde. Nach der Türkenbelagerung 1683 wurde er zum Teil mit Bäumen bepflanzt und war nach den Franzosenkriegen eine beliebte Promenade. Die Idee, den Stadtgraben zu überdachen und darin eine Pferdebahn zu errichten, wurde nicht verwirklicht. Beim Abbruch der Stadtmauer ab 1858 wurde der Stadtgraben planiert.
- Linienwall

Der Linienwall wurde zu Anfang des 18. Jahrhunderts zum Schutz der Vorstädte vor Einfällen aufständischer Ungarn geschaffen und erhielt später vor allem fiskalische Bedeutung als Einhebungsgrenze für städtische Verbrauchssteuern. Der Linienwall wurde in den 1890er Jahren entfernt. Der frei werdende Platz diente u. a. zum Ausbau der schon vorher errichteten Wiener Gürtelstraße.

## Schießplätze
Die Schießplätze in Wien dienten zu Übungen in der Handhabung von Schusswaffen für militärischen Gebrauch, sportliche Verwendung und zum Selbstschutz der Bürger, falls sie ihre Stadt verteidigen mussten.
- Elementarschießplatz
- Schießplatz Mauer
- Schießplatz Stammersdorf

## Exerzier- und Paradeplätze
Im kaiserlichen Wien gab es in der Nähe der Kasernen zahlreiche Exerzierplätze, von denen aber die wenigsten im militärischen Besitz waren. Ärarisches Eigentum waren das Josefstädter Glacis und die Schmelz.
- Josefstädter Glacis

Das Josefstädter Glacis erstreckte sich zwischen der heutigen Auersperg- und Lenaugasse, der Wiener Ringstraße, Universitätsstraße und dem Schmerlingplatz. Militärisch genutzt als Exerzierplatz wurde das Areal von 1783 bis zur Errichtung des Neuen Rathauses ab 1872. Kaiser Franz Joseph I. erteilte die Genehmigung zur Verbauung gegen die Vorstellungen des Heeres.
- Schmelz

Die Schmelz ist ein ehemals sehr großer Parade- und Exerzierplatz, dessen unverbaute Reste heute zur Gänze im 15. Wiener Gemeindebezirk, Rudolfsheim-Fünfhaus, liegen.

## Flaktürme
Durch die Errichtung der Flaktürme (Flak = Fliegerabwehrkanone) sollte Wien vor den Luftangriffen während des Zweiten Weltkrieges geschützt werden.

## Gaugefechtsstand Wien, „Schirachbunker“
Der Gaugefechtsstand Wien, auch „Schirachbunker“ genannt, befand sich im 16. Wiener Gemeindebezirk und wurde 1940 am Gallitzinberg bei der Jubiläumswarte errichtet. Die unterirdische Anlage wurde 1942–1945 gebaut.

## Veterinärmedizinische Universität Wien
Die Veterinärmedizinische Universität Wien wurde 1765 von Maria Theresia gegründet und ab 1795 als „Militair-Thierarzneyschule“ geführt.

## Josephinum

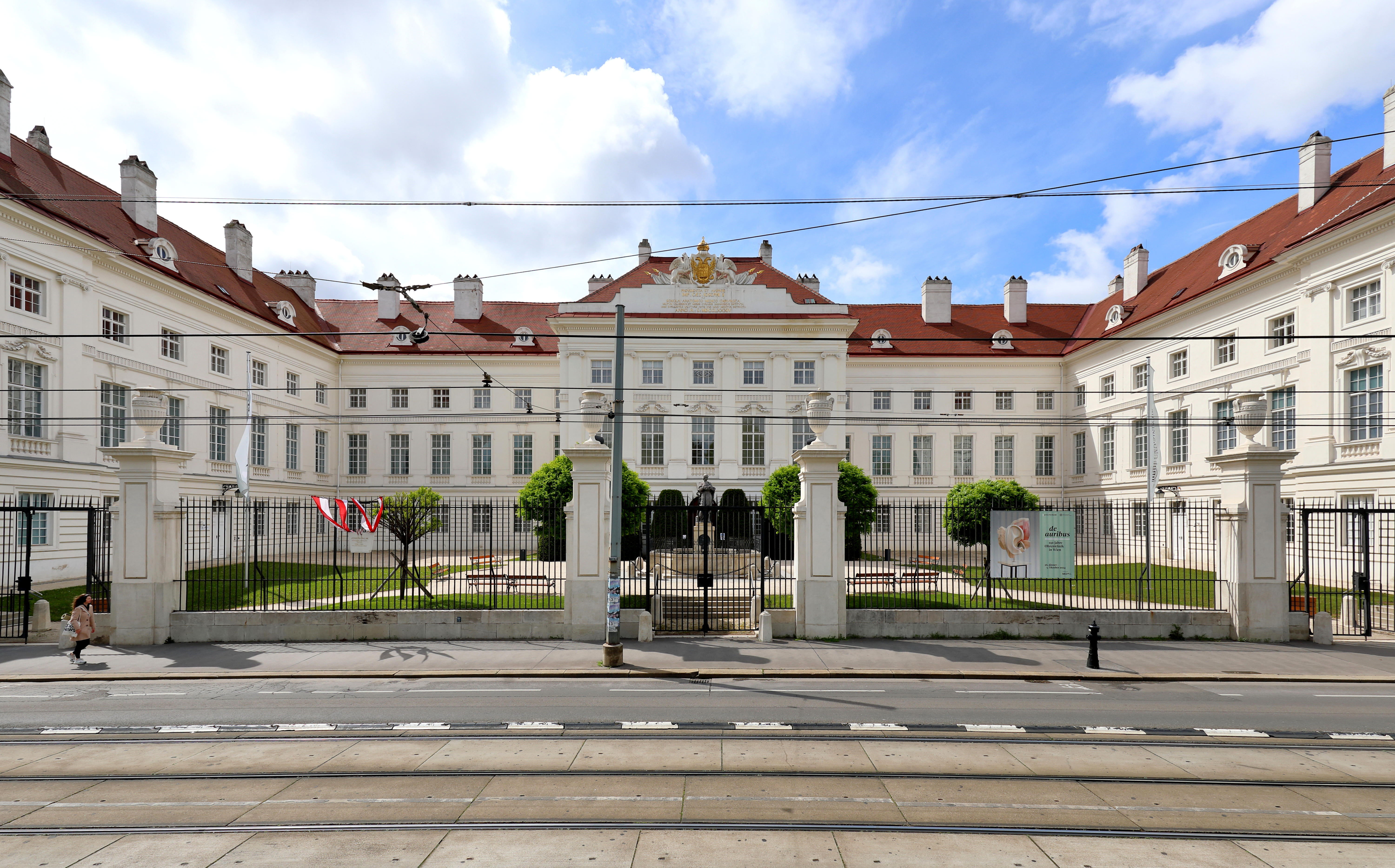
Das Josephinum an der Währinger Straße

Das Josephinum befindet sich (heute im 9. Wiener Gemeindebezirk) in der Währinger Straße 25. Aufgabe der 1783–1785 errichteten k.k. medizinisch-chirurgischen Militärakademie war die Ausbildung von Ärzten und Wundärzten für das Heer.

## Militärspitäler

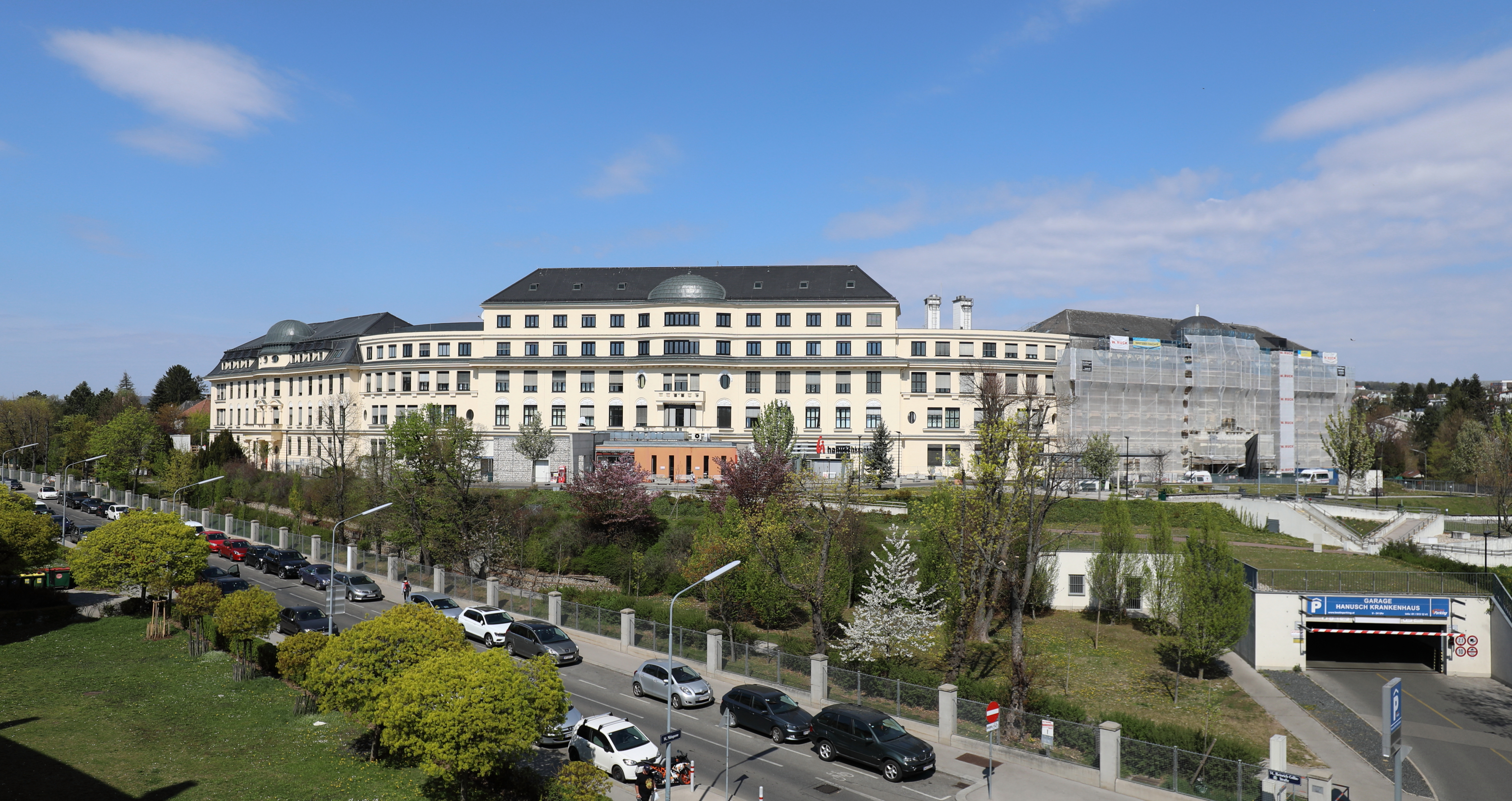
Hanusch-Krankenhaus

- Garnisonsspital I

Das Militär-Garnisonshauptspital I befand sich im 9. Wiener Gemeindebezirk zwischen der Sensengasse und der Van-Swieten-Gasse hinter dem Josephinum. Zu diesem Spital gehörte auch das Offiziersspital in der Sensengasse. Vorgänger war der Kontumazhof, der später in ein Armenhaus umgebaut wurde.

- Garnisonsspital II

Das Militär-Garnisonshauptspital II befand sich im 3. Wiener Gemeindebezirk in der Rennweger Artilleriekaserne am Rennweg 89.
- Erzherzog-Rainer-Spital

Das Erzherzog-Rainer-Spital (Landwehrtruppenspital) befindet sich im 14. Wiener Gemeindebezirk in der Heinrich-Collin-Straße. Seit 1945 wird es unter dem Namen Hanusch-Krankenhaus von der Wiener Gebietskrankenkasse geführt.

## Die sieben Baracken-Notspitäler Wiens des Ersten Weltkrieges
- Kriegsspital Nr. 1

Während des Ersten Weltkrieges wurde am Rand des Areals des Wilhelminenspitals im 16. Wiener Gemeindebezirk das Kriegsspital Nr. 1 in Form eines Barackenlagers errichtet. Erst 1932 wurden diese Baracken durch zwei neue Pavillons ersetzt bzw. entfernt.
- Kriegsspital Nr. 2

Das Kriegsspital Nr. 2 wurde 1914/1915 südlich des Kaiser-Franz-Josef-Spitals bei der Spinnerin am Kreuz (Triester Straße) errichtet. Es besteht nicht mehr.
- Kriegsspital Nr. 3

Das Kriegsspital Nr. 3 wurde ebenfalls 1914/1915 in Baumgarten, damals im 13., seit 1938 im 14. Wiener Gemeindebezirk, errichtet. Es besteht nicht mehr.
- Kriegsspital Nr. 4

Während des Ersten Weltkrieges wurde zwischen der Meidlinger Trainkaserne und der Hasenhutgasse im 12. Wiener Gemeindebezirk das aus 39 Baracken bestehendes Kriegsspital Nr. 4 errichtet. Aus der provisorischen Lagerkapelle entstand die so genannte Gatterhölzlkirche.
- Kriegsspital Nr. 5

Das Kriegsspital Nr. 5 war im 10. Wiener Gemeindebezirk.
- Kriegsspital Nr. 6

Das Kriegsspital Nr. 6 befand sich im 11. Wiener Gemeindebezirk im Dreieck Hasenleitengasse – Ostbahn – Am Kanal (parallel zur Aspangbahn). Geplant als Barackenspital für 4500 Patienten und 1915 errichtet, war es gegen Ende des Krieges weit überbelegt. Einer der Ärzte des Spitals war zeitweise Alfred Adler. Die Baracken wurden nach dem Krieg mit Zwischenwänden zu Notunterkünften für Obdachlose umgebaut. Später entstand dort die Wohnsiedlung Hasenleiten.
- Kriegsspitäler Nr. 7 und 8

Das Kriegsspital Grinzing wurde im 19. Wiener Gemeindebezirk zwischen Grinzinger Allee und Daringergasse errichtet, an der Station Oberdöbling der Vorortelinie und an der Straßenbahnlinie 38. Es war mit 60 Baracken für 6.000 Menschen geplant, besonders für verwundete Soldaten. Die Leitung hatte Oberstabsarzt Arnold Durig. Einer der Ärzte des Spitals war zeitweise Alfred Adler.

## Militär-Medikamenten-Direktion
Die Militär-Medikamenten-Direktion („Militär-Medikamentenregie“) befand sich im 3. Wiener Gemeindebezirk am Rennweg 12.

## Geniedirektionsgebäude

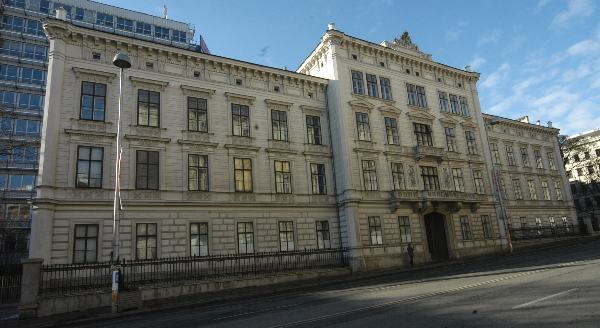
Ehemalige Geniedirektion

Das Geniedirektionsgebäude am Getreidemarkt 9 im 6. Wiener Gemeindebezirk wurde 1862–1865 erbaut. Daran anschließend wurde in der Lehargasse 2–4 1880 die k.u.k. Kriegsschule errichtet.

## Infanteriekadettenschule, Breitenseer Kommandogebäude, „Kommandogebäude General Körner“
Das Breitenseer Kommandogebäude befindet sich in der Hütteldorfer Straße 126 im 14. Wiener Gemeindebezirk.
Auf Teilen des Areals wurden das ehemalige Bezirkspolizeikommissariat und die Höhere Graphische Bundes-Lehr- und Versuchsanstalt errichtet.

## Invalidenhaus
- Am 24. Jänner 1727 erwarb Erzbischof Kardinal Sigismund Graf Kollonitz mit Unterstützung von Gönnern ein Palais im 3. Wiener Gemeindebezirk (heute Invalidenstraße 1 – 11) und wandelte es in ein Armenhaus um. Ab 1784 wurde es umgebaut und wesentlich erweitert und ab 1787 mit Militärinvaliden besiedelt. 1909 wurde es geschlossen und abgebrochen.
- Militärinvalidenhaus: Nach der Schließung des Invalidenhauses im 3. Gemeindebezirk wurden für die Militärinvaliden im Jahr 1909 im 13. Wiener Gemeindebezirk in der Fasangartengasse 101 in einer Grünanlage Wohnhäuser und die Invalidenhauskirche errichtet. Nach beiden Weltkriegen fanden hier Militärinvalide Unterkunft. Seit dem Zweiten Weltkrieg bestimmt das Sozialministerium über die Einquartierungen, was auch Bundesbediensteten Wohnmöglichkeiten bietet.
- Invalidenhauskirche

Die Invalidenhauskirche im 13. Wiener Gemeindebezirk, Fasangartengasse 101, wurde am 5. Mai 1910 als zentraler Bau des Militärinvalidenhauses in Anwesenheit von Kaiser Franz Joseph I. geweiht.

### Yppenheim

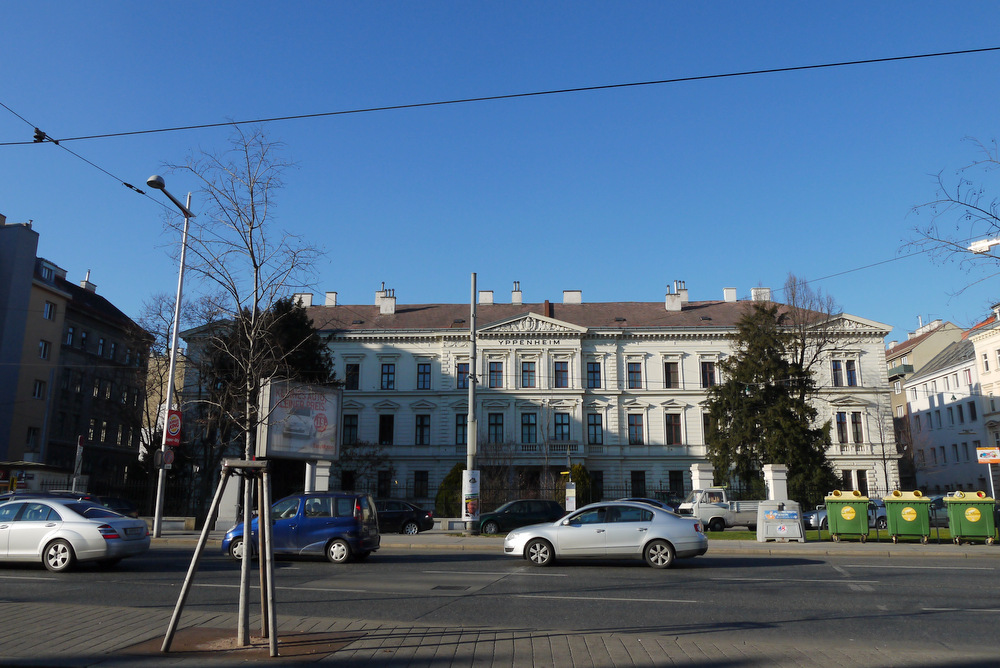
Yppenheim

Das Yppenheim (auch: Filiale des Militärinvalidenhauses) befindet sich im 16. Wiener Gemeindebezirk am Lerchenfelder Gürtel 57 in Wien.
Gegründet wurde das Yppenheim als Invalidenhaus von Simon Peter Freiherr von Yppen, einem Offizier im österreichisch-niederländischen Militärkontingent. Dieser hatte einen großen Grundbesitz vor dem Linienwall erworben und ihn in seinem Testament zu einer Stiftung für Invalide bestimmt.
Auf einem Teil des Grundstücks wurde das Invalidenhaus errichtet, der Rest des Grundstücks diente bis 1848 als Exerzierplatz. Anfang der 1870er Jahre wurden der Exerzierplatz und angrenzende Felder parzelliert und als Baugründe verkauft.
Auf Anordnung des Kriegsministeriums wurde auf diesem Areal ein Park angelegt und auf Wunsch des Invalidenfonds Yppenplatz genannt. Das alte Invalidenhaus wurde 1874 abgerissen und durch einen Neubau ersetzt. Heute dient es als Wohnhaus für Angehörige des Bundesheeres.

## Kasernen

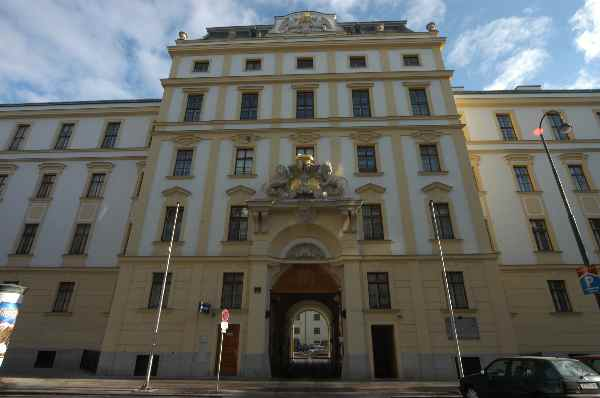
Stiftskaserne (Wien, Stiftgasse)

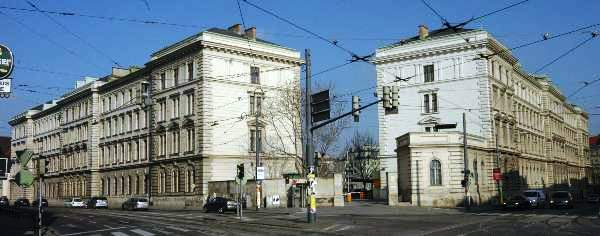
Ehemalige Rennweg-Kaserne

Erzherzog Albrecht-Infanteriekaserne

„Erzherzog Wilhelm-Artilleriekaserne“

Ehemalige Trainkaserne und ehemaliges Landesgendarmeriekommando für Niederösterreich

Da die Einquartierungen des Militärs Wien und den anderen Städten große Lasten und Unbequemlichkeiten brachten, beschloss der Niederösterreichische Landtag am 10. Juni 1716 den Bau von Kasernen in Wien, Stockerau, Krems an der Donau und Ybbs an der Donau auf eigene Kosten, um diese dem Staat zur Verfügung zu stellen.
Die Stadt Wien errichtete zusätzlich noch die Getreidemarktkaserne und als einzige innerhalb der Befestigungsanlagen die Salzgrieskaserne.
Im Zuge der „Kasernentransaktion“ wurde der Finanzminister vom Reichsrat ermächtigt, Kasernen innerhalb des Linienwalls (Wiener Gürtel) zu verkaufen und mit den daraus lukrierten Mitteln den Bau neuer und moderner Kasernen auf dem Gebiet der noch locker verbauten neu eingemeindeten Vorortbezirke finanzieren zu helfen.
Im Jahr 2005 wurde die Schließung und der Verkauf zahlreicher Kasernen und sonstiger Liegenschaften militärischer Nutzung in Österreich (und damit auch in Wien) beschlossen.
(Zwar werden zahlreiche Kasernen des Österreichischen Bundesheers offiziell als „Amtsgebäude“ bezeichnet, doch in der Öffentlichkeit blieb die Bezeichnung „Kaserne“ erhalten und so wird auch hier diese traditionelle Benennung beibehalten.)
- Leopoldstädter Kaserne

Die Leopoldstädter Kaserne in der Oberen Donaustraße im 2. Wiener Gemeindebezirk wurde am 1. August 1723 erstmals bezogen. An deren Stelle wurde später das Militärverpflegungsinstitut errichtet.
- Salzgrieskaserne

Die Salzgrieskaserne am Salzgries 10–16 im 1. Wiener Gemeindebezirk war die einzige Kaserne innerhalb der Befestigungsanlagen von Wien.
- Getreidemarktkaserne

Die Getreidemarktkaserne im 6. Wiener Gemeindebezirk bestand ursprünglich (ab 1732) aus einem Privathaus.
- Alser Kaserne

Die Alser Kaserne befand sich im 9. Wiener Gemeindebezirk in der Alser Straße 2.
- Stiftskaserne

Die Stiftskaserne in der Stiftgasse 2 im 7. Wiener Gemeindebezirk geht auf ein um 1650 von Johann Konrad Richthausen Freiherr von Chaos gestiftetes Waisenhaus zurück. 1739 erfolgte die Grundsteinlegung zur Errichtung der Stiftskirche.
- Penzinger Kaserne

Die Penzinger Kaserne befand sich in der Penzinger Straße 7–9 im 14. Wiener Gemeindebezirk.
- Heumarktkaserne

Die Heumarktkaserne befand sich im 3. Wiener Gemeindebezirk Am Heumarkt. Als Ersatz wurde die „Marokkanerkaserne“ errichtet.
- Marokkanerkaserne

Die Marokkanerkaserne befindet sich im 3. Wiener Gemeindebezirk. Wegen der Adresse Marokkanergasse 4 im 3. Wiener Gemeindebezirk bürgerte sich der Name „Marokkanerkaserne“ ein. Heute befindet sich dort das Bildungszentrum der Sicherheitsexekutive Wien der Sicherheitsakademie.
- Artilleriekaserne Kaiserebersdorfer Schloss

Von Kaiser Joseph II. wurde das Schloss Kaiserebersdorf im 11. Wiener Gemeindebezirk in eine Artilleriekaserne umgewandelt und später als Monturdepot genutzt.
- Artilleriekaserne Wieden

Die Artilleriekaserne Wieden befand sich im 4. Wiener Gemeindebezirk in der Gusshausstraße 27–29 beziehungsweise Favoritenstraße 5.
- Obere und Unter Kaserne in Mauer (Wien-Liesing)

Zwischen 1775 und 1918 waren in Mauer (Wien), einem Bezirksteil des 23. Wiener Gemeindebezirks, in zwei Kasernen Soldaten einquartiert.
- Josefstädter Kaserne

Die Josefstädter Kaserne („k.k. Kavalleriekaserne“, genannt „(Josefstädter) Reiterkaserne“) befand sich in der Wiener Vorstadt Josefstadt.
- Gumpendorfer Kaserne

Die Gumpendorfer Kaserne, auch „Schmalzhofkaserne“ genannt, befand sich im 6. Wiener Gemeindebezirk in der Gumpendorfer Straße 68–76.
- Holzhofkaserne

Die Holzhofkaserne befand sich im 4. Wiener Gemeindebezirk in der Favoritenstraße 26 beziehungsweise Waltergasse 2 und beherbergte das k.k. Militär-Fuhrwesen-Depot.
- Rennweger Kaserne

Die Rennweger Kaserne im 3. Wiener Gemeindebezirk am Rennweg 89–93 wird oft auch als Rennweger Artilleriekaserne bezeichnet.
- Meidlinger Kaserne

Die Meidlinger Kaserne befand sich in der Schönbrunner Straße 293 im 12. Wiener Gemeindebezirk.
- Fuhrwesenkaserne

Die Fuhrwesenkaserne befand sich im 3. Wiener Gemeindebezirk in der Ungargasse.
- Leibgardekaserne

Die Leibgardekaserne befand sich in einem Haus am Rennweg im 3. Wiener Gemeindebezirk, das seit 1737 verschiedene Spitäler beherbergt hatte und von Maria Theresia um die Kirche Zum Heiligen Kreuz („Gardekirche“) erweitert worden war.
- Breitenseer Kaserne

Die „Breitenseer Kaserne“ befindet sich im 14. Wiener Gemeindebezirk und besteht aus zwei durch die Breitenseer Straße voneinander getrennten Kasernen.
- Krimskykaserne

Die Krimskykaserne befand sich im 3. Wiener Gemeindebezirk in der Baumgasse.
- Franz-Josephs-Kaserne

Die Franz-Josephs-Kaserne befand sich im 1. Wiener Gemeindebezirk nahe der Mündung des Wienflusses in den Wiener Donaukanal. Sie wurde 1854–1857 errichtet und 1900 / 1901 abgebrochen.
- Rossauer Kaserne

Die Rossauer Kaserne (ursprünglich Kronprinz-Rudolph-Kaserne) befindet sich im 9. Wiener Gemeindebezirk zwischen dem Schlickplatz, der Maria-Theresien-Straße, der Türkenstraße und der Rossauer Lände.
Hartnäckigen Gerüchten zufolge sollen die Planer der Rossauer Kaserne auf die Toiletten vergessen und diese erst nachträglich eingebaut haben, was aber nicht ganz den Tatsachen entspricht.
- Erzherzog-Albrecht-Kaserne Erzherzog Albrecht-Infanteriekaserne

Die Erzherzog-Albrecht-Kaserne befindet sich im 2. Wiener Gemeindebezirk in der Vorgartenstraße 225.
- Erzherzog-Wilhelm-Kaserne „Erzherzog Wilhelm-Artilleriekaserne“

Die Erzherzog-Wilhelm-Kaserne befand sich im 2. Wiener Gemeindebezirk in der Vorgartenstraße 223. Sie wurde 2005 abgebrochen.
- Erzherzog-Carl-Kaserne

Die Erzherzog-Carl-Kaserne, ugs. Karlskaserne, befand sich im 22. Wiener Gemeindebezirk in der Maurichgasse 18–20. Bis auf ein Mannschaftsgebäude, das schon länger in ein Wohngebäude umgebaut worden war, wurden die Kasernengebäude ab 2007 durch Wohnbauten ersetzt.
- Graf-Radetzky-Kaserne

Die Graf-Radetzky-Kaserne befindet sich im 16. Wiener Gemeindebezirk auf dem Areal Gablenzgase 62, Panikengasse 2, Herbststraße 57 und Hyrtlgasse 1.
2005 wurde die Schließung des Kommandogebäudes Radetzky beschlossen.
- Meidlinger Trainkaserne

Die Meidlinger Trainkaserne wurde 1904–1906 als Ersatz für die Holzhofkaserne und die Fuhrwesenkaserne in der Ungargasse errichtet. 1955 wurde die Kaserne zweigeteilt: Den Ostteil an der Ruckergasse erhielt das Landesgendarmeriekommando Niederösterreich. Den Westteil erhielt das Bundesheer.
- Franz-Ferdinand-Kaserne

Die Franz-Ferdinand-Kaserne wurde 1910–1912 in der Gussriegelstraße im 10. Wiener Gemeindebezirk errichtet und 1913 durch einen weiteren Trakt an der Graffgasse erweitert. Am 3. November 1967 erfolgte die Umbenennung in Starhemberg-Kaserne.
- Fliegerkaserne Aspern

Die Fliegerkaserne Aspern befand sich im 22. Wiener Gemeindebezirk am Ende der Pilotengasse bei der Einmündung in die Böckingstraße.
- Marinekaserne

Die von der deutschen Wehrmacht im 19. Wiener Gemeindebezirk in der Kuchelauer Hafenstraße 100 nach dem Einmarsch im Jahr 1938 direkt an der Donau errichtete Marinekaserne wurde 1939 fertiggestellt.

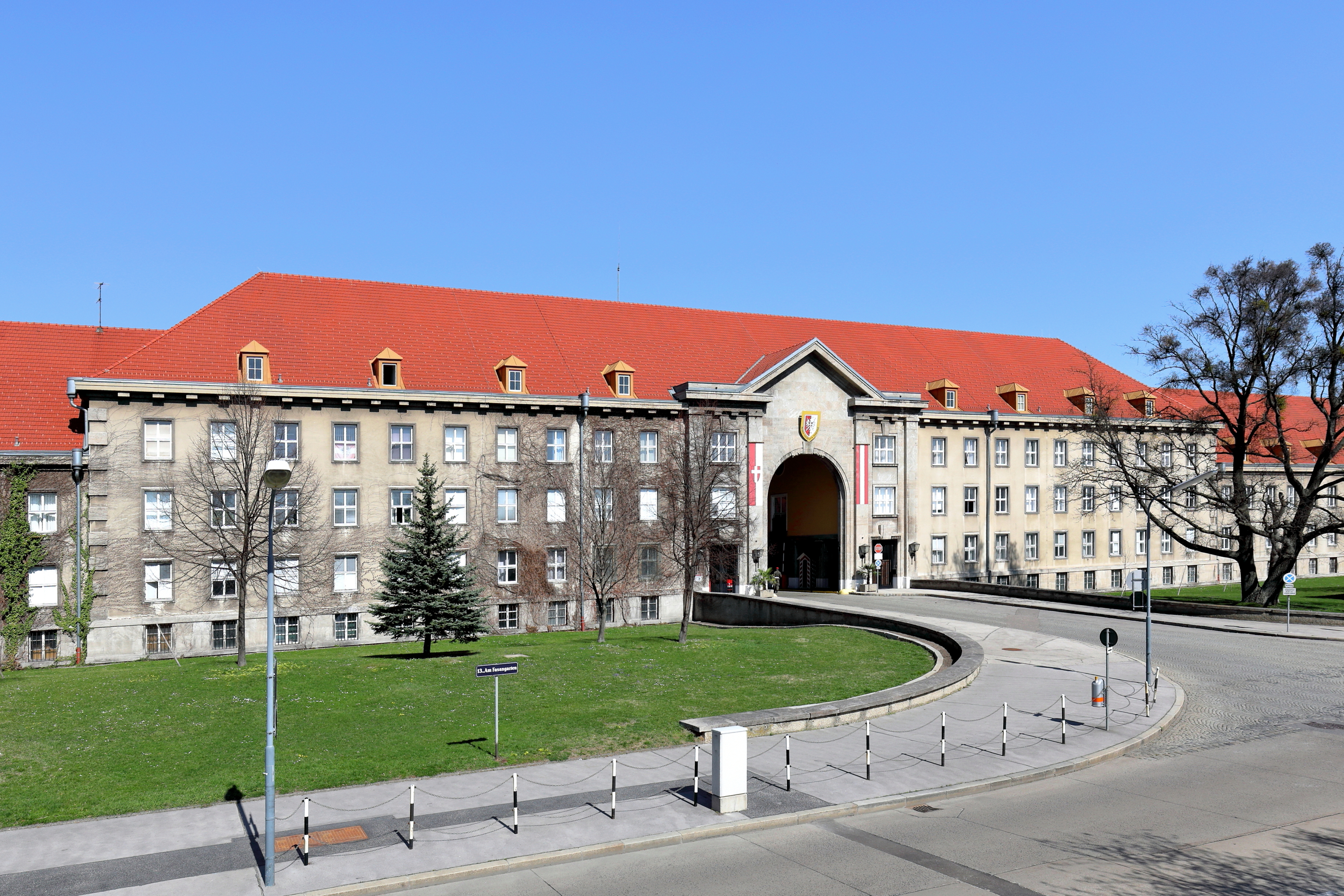
Maria-Theresien-Kaserne des Österreichischen Bundesheers

- Fasangartenkaserne (Maria-Theresien-Kaserne)

Nach dem Einmarsch der deutschen Truppen 1938 wurde bis 1940 die Fasangartenkaserne als Waffen-SS-Kaserne im 13. Wiener Gemeindebezirk errichtet. 1967 wurde sie in Maria-Theresien-Kaserne umbenannt. Überlegungen für eine höherwertige Nutzung des Areals haben sich bis dato nicht konkretisiert.
- Artilleriekaserne Brünner Straße

In den Jahren von 1939 bis 1940 wurde die Artilleriekaserne Brünner Straße auf dem Grundstück Brünner Straße 238 im Bezirksteil Stammersdorf von der deutschen Wehrmacht errichtet.
Das Bundesheer errichtete hier das einzige österreichische Heeresspital, das Van Swieten-Kaserne genannt wurde.
- Luftnachrichtentruppen-Kaserne

Die Luftnachrichtentruppen-Kaserne sollte nach dem Einmarsch der deutschen Truppen 1938 vom Luftgaukommando XVII in der Kalksburger Straße Ecke Rysergasse im 23. Wiener Gemeindebezirk errichtet werden, wurde aber nicht fertiggestellt.
- Flak-Kaserne Küniglberg

Noch im Juni 1938 errichtete die deutsche Wehrmacht auf dem 257 Meter hohen Küniglberg im 13. Wiener Gemeindebezirk die so genannte Flak-Kaserne Küniglberg, noch bevor der dazu notwendige Grundstückskauf rechtsgültig erfolgt war. Heute steht dort das ORF-Zentrum Küniglberg.
Siehe auch Liste der Kasernen des österreichischen Bundesheeres

## Kasernen und Einrichtungen der Landwehr
Ursprünglich – das heißt ab dem 16. Jahrhundert – war die „Landwehr“ das Aufgebot aller Wehrfähigen zur Landesverteidigung. 1869 wurde die Landwehr in beiden Reichshälften Österreich-Ungarns als Territorialverteidigung zur Ergänzung des gemeinsamen Heeres aufgestellt. Das war der von Franz Joseph I. getroffene Kompromiss zur Forderung des Königreichs Ungarn nach einer eigenen Armee. In Ungarn wurde die „Landwehr“ „Honvéd“ genannt; der Begriff wurde zumeist auch in deutscher Kommunikation verwendet, um Verwechslungen mit der k.k. Landwehr zu vermeiden.

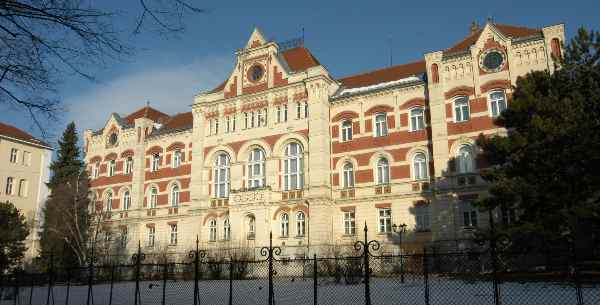
Ehemalige Kaiser-Franz-Joseph-Landwehrkaserne, heutiges Geriatriezentrum Baumgarten

Während des Ersten Weltkrieges wurde die Landwehr unter anderem für Wachdienste (Kriegsgefangenenlager, Internierungslager …) herangezogen; die k.k. Landwehr verfügte aber auch über eine gut ausgerüstete Gebirgstruppe.
- Landwehr-Ausrüstungsdepot

Erbaut wurde dieses Depot 1889 im 5. Wiener Gemeindebezirk in der Spengergasse 20 nach Plänen von Franz Ritter von Gruber. Es bestand aus einem sechsstöckigen Magazingebäude (Spengergasse) und Kanzleien, Offiziers- und Mannschaftswohnungen (Stolberggasse).
- Landwehrkaserne Siebenbrunnengasse

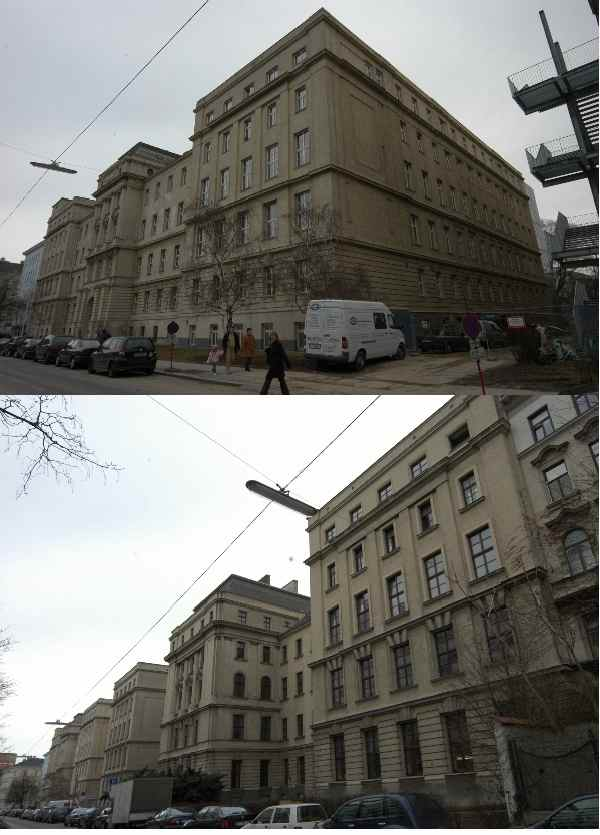
Die Gebäude der ehemaligen k.k. Franz-Joseph-Landwehrakademie in Wien

Die Landwehrkaserne Siebenbrunnengasse befand sich in der Siebenbrunnengasse 37 im 5. Wiener Gemeindebezirk. Im Jahr 1886 wurde der viergeschoßige Trakt entlang der Siebenbrunnengasse errichtet und 1895 der fünfgeschoßige Trakt an der Stolberggasse 42. Nach dem Ersten Weltkrieg wurde die Kaserne in ein Wohnhaus umgebaut. 1993 wurde der von Friedrich Schön errichtete Trakt an der Stolberggasse abgerissen.
- Kaiserebersdorfer Landwehr-Artilleriekaserne

Die Kaiserebersdorfer Landwehr-Artilleriekaserne am Artillerieplatz 1 befand sich im 11. Wiener Gemeindebezirk. Heute dienen die Gebäude als Flüchtlingsquartier.
- Kaiser-Franz-Joseph-Landwehrkaserne

Die Kaiser-Franz-Joseph-Landwehrkaserne befand sich im 14. Wiener Gemeindebezirk in der Hütteldorfer Straße 188.
- k.k. Franz-Joseph-Militärakademie

Die k.k. Franz-Joseph-Militärakademie befand sich im 3. Wiener Gemeindebezirk in der Boerhaavegasse 13–15 und wurde auch als Landwehr-Kadettenschule bezeichnet.
- Landwehr-Reitschule

Die Landwehr-Reitschule war Bestandteil der k.k. Franz-Joseph-Militärakademie und befand sich im 3. Wiener Gemeindebezirk in der Barmherzigengasse 17.
- k.k. Landwehr-Waffendepot

Das k.k. Landwehr-Waffendepot (oder auch k.k. Landwehr-Zeuganstalt) befand sich im zentrumsferneren Teil des Arsenals im 3. Wiener Gemeindebezirk, Arsenalstraße 5 bzw. Lilienthalgasse 2–4.

## Flugfeld Aspern
Das Flugfeld Aspern wurde bereits am 23. Juni 1912 als damals größter und modernster Flughafen Europas eröffnet. 1914 wurde die Zivilluftfahrt nach der Ermordung des Thronfolgers Franz Ferdinand eingestellt, das Flugfeld wurde bis zum Ende des Ersten Weltkrieges nur für militärische Zwecke genutzt.

## Hofkriegsratsgebäude
Das Hofkriegsratsgebäude befand sich Am Hof 17 (nach einer Adressänderung heute Am Hof 2), Bognergasse 4 – 6 und Seitzergasse 1 – 3.
Das Gebäude wurde zwischen 1912 abgerissen und an seiner Stelle das Bankgebäude der Österreichischen Länderbank errichtet.

## Kriegsministerium

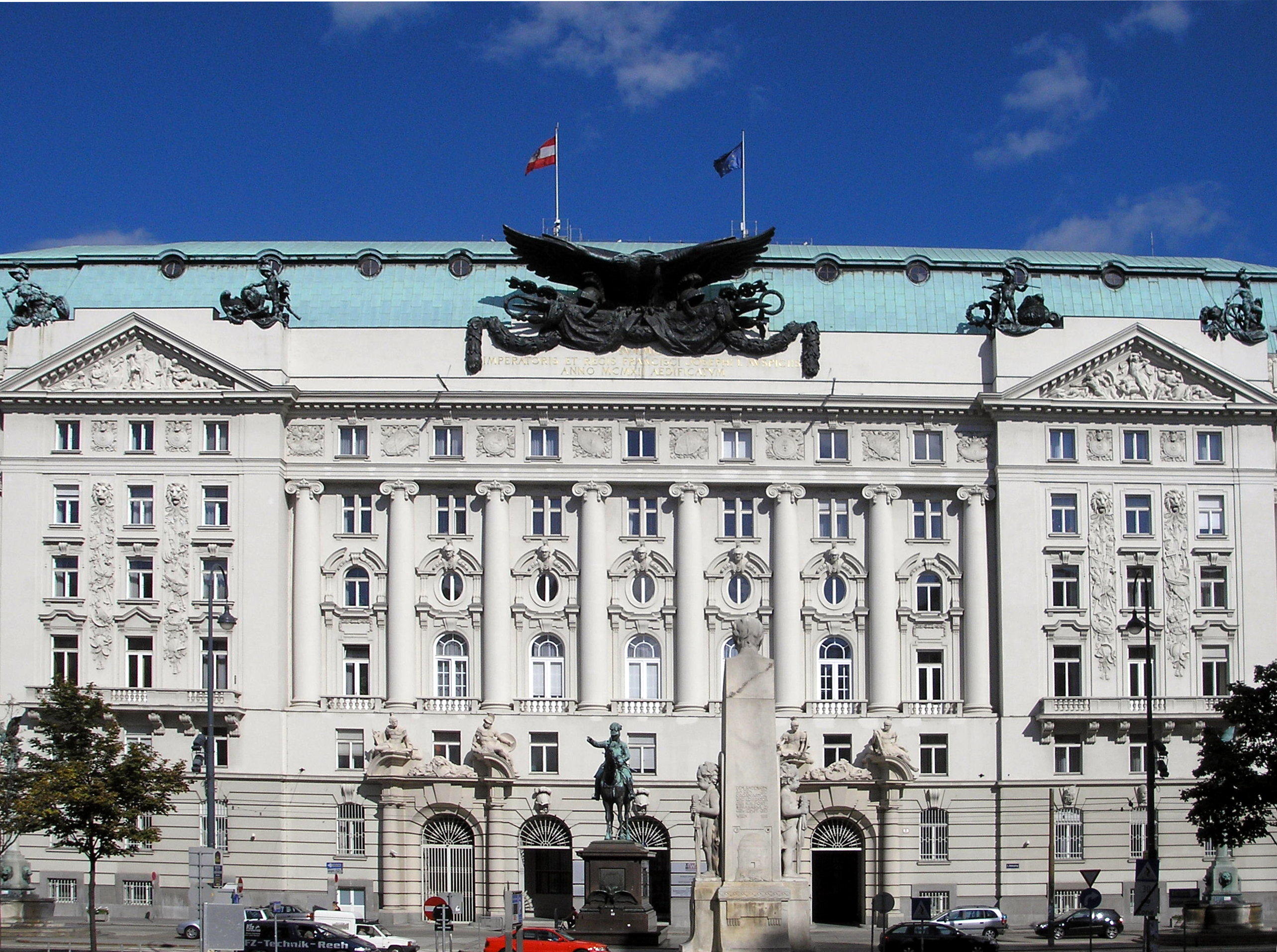
Ehem. Gebäude des Kriegsministeriums, heute Sitz dreier Bundesministerien

Das Kriegsministerium am Stubenring im 1. Wiener Gemeindebezirk wurde in den Jahren 1909 bis 1913 errichtet.
Die für die Kriegsmarine zuständigen Dienststellen waren in der nahe gelegenen Marinesektion angesiedelt.
- Marinesektion, Marinegebäude

Die Marinesektion des k. und k. Reichskriegsministeriums befand sich im 3. Wiener Gemeindebezirk in der Vorderen Zollamtstraße 9. Von hier aus wurden alle Angelegenheiten der österreichisch-ungarischen Kriegsmarine erledigt.

## Korpskommandogebäude

Das Korpskommando-Gebäude

Das Korpskommandogebäude Wien befand sich im 1. Wiener Gemeindebezirk auf dem Grundstück Universitätsstraße, Ebendorferstraße, Liebiggasse und Rathausstraße. 1962 bis 1965 wurde auf diesem Areal nach Plänen von Alfred Dreier und Otto Nobis das Neue Institutsgebäude der Universität Wien errichtet.

## Kriegsschule
Die k.u.k. Kriegsschule in der Lehargasse 4 im 6. Wiener Gemeindebezirk wurde als höchste militärische Ausbildungsstätte nach Plänen von Hauptmann L. Weeger vom Geniestab errichtet.

## Militärgeographisches Institut

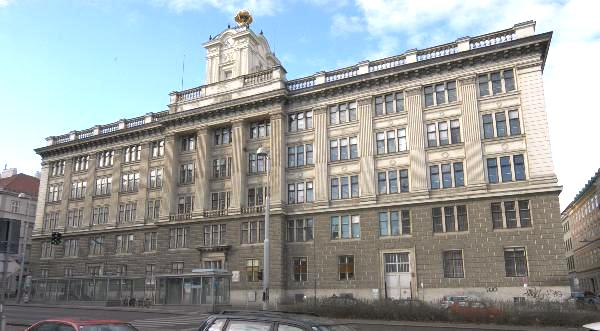
Ehemaliges Militärgeographisches Institut

Das Militärgeographische Institut befindet sich am Friedrich-Schmidt-Platz im 8. Wiener Gemeindebezirk gegenüber dem Wiener Rathaus.
Es wurde 1839 gegründet und entstand aus der Zusammenlegung des Mailänder Geographischen Instituts mit der „Topographisch-Lithographischen Anstalt des Generalquartiermeisterstabs“. Aus dem Militärgeographischen Institut entstand nach dem Zusammenbruch der Donaumonarchie aufgrund des zivilen Bedarfs an Landkarten 1923 das Bundesamt für Eich- und Vermessungswesen.
Heute beherbergt es verschiedene Magistratsabteilungen der Gemeinde Wien.

## Militärverpflegungsetablissement
Das Militärverpflegungsetablissement befand sich im 2. Wiener Gemeindebezirk in der Oberen Donaustraße 17 – 17 als Nachfolgebauwerk der 1863 bis 1865 abgebrochenen Leopoldstädter Kaserne.

## Technisches Militärkomitee
Das Technische Militärkomitee befand sich im 6. Wiener Gemeindebezirk am Getreidemarkt 9 und wurde in den Jahren 1862 bis 1864 erbaut. Seit 1925 wird das Gebäude von der Technischen Universität genutzt.

## Militär-Reitlehrer-Institut
Das Militär-Reitlehrer-Institut befand sich zwischen 1850 und 1918 im 3. Wiener Gemeindebezirk in der Ungargasse 60 – 62 und 69 im Palais Harrach.

## Militärsammelhaus
Das Militärsammelhaus befand sich im 8. Wiener Gemeindebezirk in der Josefstädter Straße 71 – 77. Es wurde im Jahr 1816 in der Nähe der Josefstädter Kavalleriekaserne errichtet und diente als Depot und Magazin. Im Jahr 1860 wurde daraus ein Bettenmagazin. Die Druckerei des Militärgeographischen Instituts wurde 1875 wegen Platzmangels im Hauptgebäude hier untergebracht.

## Militärschwimmschule
Die erste Militärschwimmschule der Österreichisch-Ungarischen Monarchie wurde im Jahr 1810 in Prag eröffnet. Seit 1813 besaß das Militär in Wien eigene Schwimmschulen. Seit 1955 benutzt das Bundesheer für die Schwimmausbildung in Wien zivile Schwimmbäder.
- Alte k.k. Militär- und Zivilschwimmschule
- Neue Militärschwimmanstalt
- Militärschwimmschule „Alte Donau“
- Schönbrunn

## Monturdepot
Das Monturdepot befand sich im 11. Wiener Gemeindebezirk im Kaiserebersdorfer Schloss und wurde als Kaserne und später als Monturdepot genutzt.

## Kaiserlicher Stadel
Der Kaiserliche Stadel befand sich im 3. Wiener Gemeindebezirk am Rennweg 16. Als Nachfolgebauwerk wurde die k.k. Hof- und Staatsdruckerei errichtet. Nach deren Übersiedlung wurde mit Ausnahme der Hauptfassade das gesamte Gebäude abgerissen, an seiner Stelle wird derzeit (2006) ein Hotel errichtet.

## Gewehrfabrik
Die Gewehrfabrik befand sich in der Währinger Straße 11 – 13 im 9. Wiener Gemeindebezirk.

## Gusshaus
Das Gusshaus befand sich in der Gusshausstraße 25 im 4. Wiener Gemeindebezirk.
1750 wurde es als k.k. Kanonengießerei errichtet und 1850 ins Arsenal verlegt. Hier bekam der angehende Künstler Franz Xaver Messerschmidt 1755 einen Arbeitsplatz. Am 28. Oktober 1861 wurde es als k. k. Kunsterzgießhaus zur Ausbildung von Talenten in den Gießtechniken eröffnet. Leiter dieser Ausbildungsstätte war Anton Dominik Fernkorn.
Zwischen 1900 und 1903 entstand hier das Elektrotechnische Institut.

## Waffenfabrik Simmering
Die Waffenfabrik Simmering befand sich in der Haidestraße 8 im 11. Wiener Gemeindebezirk. Errichtet wurde sie auf dem ehemaligen Exerzierplatz Simmeringer Haide als Staatsfabrik zur Produktion von Waffen für das Bundesheer. 1938 zog hier das Heereszeugamt der Wehrmacht ein und nach Kriegsende folgte die Rote Armee. Auf einem Teil des Areals wurde das Staatliche Beschussamt errichtet, welches 1980 auszog. 1956 siedelte sich erst ein chemisches und später ein physikalisches Labor des Bundesministeriums für Landesverteidigung hier an.

## Schloss Neugebäude
Schloss Neugebäude lag in der Nähe von Wien. Teile des Gebäudes im Wiener Gemeindebezirk Simmering wurden militärisch genutzt.

## Autokader
Der Autokader wurde während des Ersten Weltkrieges in Strebersdorf angelegt und war die größte militärische Automobilwerkstätte der Donaumonarchie. Andere Reparaturwerkstätten siedelten sich in der Nähe an. An diese Einrichtung erinnert die Autokaderstraße im 21. Wiener Gemeindebezirk Floridsdorf.

## k. u. k. Garnisonsgericht
Das Gebäude des k.u.k. Garnisonsgerichts befindet sich im 8. Wiener Gemeindebezirk am Hernalser Gürtel. Das um einen Hof angelegte Gebäude wurde 1907 / 1908 nach Plänen von J. E. Snietiwy errichtet.
1920 wurde dort das Landesgericht für Strafsachen Wien II mit dem Landesgerichtsgefängnis Wien II eingerichtet, das bis nach 1945 existierte. Im Krieg wurde es schwer getroffen, beherbergte aber schon 1945 wieder Insassen. Später wurde hier das Strafbezirksgericht eingerichtet. Dessen Kompetenzen wurden zwischen 1986 und 1997 schrittweise an die normalen Bezirksgerichte übertragen. 1998 wurde das Gebäude generalsaniert und das Polizeianhaltezentrum Wien darin eingerichtet. Seit 2002 hat auch die Fremdenpolizei hier ihren Sitz.

## Garnisonskirchen
- Kirche Am Hof
- Schwarzspanierkirche
- Votivkirche
- Stiftskirche

Seit 1921 ist die Stiftskirche an der Mariahilfer Straße im 7. Wiener Gemeindebezirk die Garnisonskirche des Österreichischen Bundesheers.

## k.u.k. Officierstöchter-Erziehungs-Institute
Auf Kaiser Joseph II. geht das k.u.k. Officierstöchter-Erziehungs-Institut Hernals zurück, welches 1775 in Sankt Pölten gegründet wurde und 1786 nach Hernals übersiedelte. 1877 kam auch das von einem Privatverein gegründete k.u.k. Officierstöchter-Erziehungs-Institut Ödenburg als Militärschule und -erziehungsanstalt unter die Verwaltung des Militärs.